# Bandjoun
Bandjoun – miasto w Kamerunie, w Regionie Zachodnim, stolica departamentu Koung-Khi. Liczy około 7 tys. mieszkańców.